# えのもとぐりむ
えのもと ぐりむ（1986年5月3日 - ）は、日本の劇作家、演出家。「劇団ぐりむの法則」および「劇団居酒屋ベースボール」元主宰。現在は俳優土屋シオンと共に旗揚げした「劇団空白ゲノム」の指揮をしている。

## 来歴
1986年5月3日、長崎県佐世保市生まれ。佐世保北高等学校出身。映画『GO』を観たことをきっかけに上京し、アルバイトで学費を貯めた後に芸能事務所ワタナベエンターテインメントによる芸能スクールワタナベエンターテイメントカレッジを卒業。2006年8月に「劇団居酒屋ベースボール」旗揚げ。活動範囲は舞台劇作家のみならず、ワタナベエンターテイメントカレッジの講師として若手俳優の育成も勤める。NHK ETV「東京特許許可局」、テレビ東京【ドラマ24】「下北沢ダイハード」脚本、「進撃の巨人」冒頭ナレーションシナリオ協力など、TVドラマ・ラジオドラマや映画シナリオも多数提供している。

## 作品

### 舞台
- ぐりむの法則『えのもとぐりむのやわらかいパン』（2015年 しもきたGeki地下Liberty）脚本、演出
- ぐりむの法則『えのもとぐりむのやわらかいパン』（2015年 名古屋G/PIT）脚本、演出
- ぐりむの法則『ソウサイノチチル』（2016年 愛知県芸術劇場）脚本、演出
- ぐりむの法則『コウの花嫁』（2016年 千種文化小劇場）脚本、演出
- ぐりむの法則『東京のぺいん』（2016年 新宿村LIVE）脚本、演出
- ぐりむの法則『嘘つき歌姫』（2017年 シアターサンモール）脚本、演出

- FPアドバンスプロデュース公演『マウスの道徳』（2017年1月、アトリエファンファーレ池袋）脚本[2]

- ぐりむの法則『ソウサイノチチル』（2017年、新宿村LIVE）脚本、演出
- 演劇ユニット「SCANP」『ばけもののかくれんぼ』（愛知県芸術劇場 2018年5月10日-13日）脚本、演出
- ぐりむの法則『アイスベリーバグ』（2018年9月7日-9日 CBGKシブゲキ!!、9月21日 名古屋・東別院ホール）脚本、演出[3][4]
- 無慈悲な光（2019年7月4日 - 7日、東京・下北沢Geki地下Liberty）原作・脚本[5][6]
- くつ屋さんのおはなし（2020年2月5日 - 9日、東京・テアトルBONBON）脚本[7]
- ぐりむの法則『えのもとぐりむ朗読劇 三部作』（2020年6月、東京・赤坂RED/THEATER）[8]
- miwa produce。sec.1『なんでもないトマトなのに』（2024年9月、東京・π TOKYO）脚本・出演[9]

### 書籍
- フクロウガスム（2014年、文芸社）

### テレビ
- 『下北沢ダイハード』（2017年、テレビ東京）脚本
- 遺留捜査 第6シーズン 最終話（2021年3月18日、テレビ朝日） - 福井常之 役
- 特捜9 season6 第6話（2023年5月10日、テレビ朝日） - 島本健 役